# Wspólnota Wolnych Kościołów Zielonoświątkowych w Afryce
Wspólnota Wolnych Kościołów Zielonoświątkowych w Afryce (fr. The Communauté des Eglises Libres de Pentecôte en Afrique, CELPA) – jedna z większych denominacji chrześcijańskich o charakterze zielonoświątkowym w Demokratycznej Republice Konga. Założona w 1922 roku przez Norweski Kościół Zielonoświątkowy, obecnie liczy ok. 500 tys. ochrzczonych członków i 636 kościołów. Najwięcej wiernych Kościół posiada na wschodzie kraju, głównie w prowincjach Kiwu. 
Kościół współpracuje z takimi międzynarodowymi instytucjami jak: Norwegian Church Aid, Światowy Program Żywnościowy (WFP) i Christian Blind Mission. Kościół nie tylko prowadzi działalność misyjną (Niger, Rwanda, Tanzania, Somalia, Sudan Południowy), ale także współpracuje na rzecz rozwoju edukacji i pomocy humanitarnej dla kraju. Nadzoruje w sumie 179 szkół, 14 szpitali i 120 ośrodków zdrowia.
CELPA jest członkiem Kościoła Chrystusowego w Kongo.